# КФ Ляч
КФ „Ляч" (на албански: Klubi i Futbollit Laçi) е албански футболен клуб от град Ляч. Основан е през 1960 г. Домакинските си мачове играе на стадион „Ляч“ с капацитет 2300 зрители. Участник в Албанската суперлига.

## Успехи
- Първа дивизия
  -  Шампион (2): 2003 – 04, 2008 – 09
  -  Сребърен медал (2): 2015 – 16, 2021-22
- Купа на Албания
  -  Носител (2): 2012 – 13, 2014 – 15
  -  Финалист (1): 2015 – 16
- Суперкупа на Албания
  -  Носител (1): 2015
  -  Финалист (1): 2018